# Ауенштайн
Ауенштайн (нім. Auenstein) — громада  в Швейцарії в кантоні Ааргау, округ Бругг.

## Географія
Громада розташована на відстані близько 75 км на північний схід від Берна, 8 км на схід від Аарау.
Ауенштайн має площу 5,7 км², з яких на 20,8% дозволяється будівництво (житлове та будівництво доріг), 29,6% використовуються в сільськогосподарських цілях, 44,5% зайнято лісами, 5,1% не є продуктивними (річки, льодовики або гори).

## Демографія
2019 року в громаді мешкало 1605 осіб (+5,2% порівняно з 2010 роком), іноземців було 12,5%. Густота населення становила 283 осіб/км².
За віковим діапазоном населення розподілялося таким чином: 18,5% — особи молодші 20 років, 61,6% — особи у віці 20—64 років, 19,9% — особи у віці 65 років та старші. Було 712 помешкань (у середньому 2,2 особи в помешканні).
Із загальної кількості 306 працюючих 12 було зайнятих в первинному секторі, 125 — в обробній промисловості, 169 — в галузі послуг.